# 덕곡면 (합천군)
덕곡면(德谷面)은 대한민국 경상남도 합천군의 면이다. 면적은 26.61 km2이고, 인구는 약 1천 명이다.

## 연혁
조선시대에 낙동강변의 포구마을로 수로 교통의 주축으로 서부의 경제 중심지이다. 1950년 8월 한국전쟁 때는 덕곡지역까지 북한군의 남침을 받았다. 시대의 변천에 따라 육로교통이 급격히 발달되어 빈포구로 변하자 각처와의 교류도 단절되어 내륙의 오지마을로 쇠락해졌다.
- 율지 제방 5.5km 축조(‘89.4월～’93.10월)
- 쌍책면 사양에서 덕곡 율지간 10.3km의 도로(1080번)가 확장 포장(1991.완공)
- 군도 3호선 율원～경상북도 경계간 3km 확포장(1991.완공)
- 1999.6월 1일 율지교(교량길이 640m, 총사업비130억원) 개통 : 마산, 창원, 대구가 1시간 생활권

## 행정 구역
- 포두리
- 본곡리
- 율원리
- 병배리
- 학리
- 장리
- 율지리

## 교육
- 초계초등학교 덕곡분교 (장리)
  - 덕곡초등학교 학남분교 (폐교) - 학리1길 58 (학리)
- 덕곡중학교 (폐교) - 장리2길 22 (장리)

## 문화

### 오광대 발상지
전설에 따르면 350여년전 대호수때 큰 나무궤짝 하나가 이 곳으로 떠내려 와서 마을 사람들이 건져서 열어보니 그 속에는 많은 가면과 ″영노전 초권″이라고 하는 책이 한 권 들어 있었다. 당시 마을에는 전염병과 재앙이 그치지 않으므로 좋다는 방법을 다 해봐도 아무런 효과가 없었으나 어떤 사람의 말대로 탈을 쓰고 그 책에 쓰여져 있는 놀음을 하여 보았더니 이상하게도 재앙이 없어졌다고 한다. 그 뒤로 이 마을 사람들은 해마다 탈을 쓰고 연극을 해왔다고 전해지고 있으며, 오광대 가면극은 산대가면극이 점차 연극으로 발전되어 갔던 시기에 낙동강안에 있어서 물자의 집중지였던 요로인 합천군 덕곡면 율지리(밤마을)에 전국 각지에서 여러 가지 흥행단이 흘러 들어온 가운데 초계(草溪/현 합천군 초계면)를 근거지로 한 일파가 형성되어 그 주류를 이루었던 것이 탈놀음으로서 특히 그 인근 지방 인사들에게 많은 영향을 줌으로써 각지에 탈놀음이 전파되었던 것이며, 그러므로 이 탈 놀음은 밤마리 발상지로 되었던 것이다. 이 탈놀음이 오광대라고 불리게 된 것은 이 놀음의 첫 과장(科場)이 다섯 광대로서 시작되므로 이렇게 부르게 되었다.
- 오광대 문화관광면 조성사업 추진(2000년 4월～)

문화관광 시대를 맞아 덕곡면 율지리(밤마리)가 오광대 발상지로 널리 알려지고는 있으나 사료 등의 부실로 발굴이 전혀 안 되어 잃었던 역사의 뿌리를 되찾고 우리의 얼이 살아 숨쉬는 곳인 문화관광면으로 조성 중에 있다.